# STS-74
STS-74 (englisch Space Transportation System) ist eine Missionsbezeichnung für das US-amerikanische Space Shuttle Atlantis (OV-104) der NASA. Der Start erfolgte am 12. November 1995. Es war die 73. Space-Shuttle-Mission, der 15. Flug der Raumfähre Atlantis, der vierte Flug im Rahmen des Shuttle-Mir-Programms und die zweite Kopplung der US-Raumfähre an die Raumstation Mir.

## Mannschaft
- Kenneth Cameron (3. Raumflug), Kommandant
- James Halsell (2. Raumflug), Pilot
- Jerry Ross (5. Raumflug), Missionsspezialist
- William S. McArthur (2. Raumflug), Missionsspezialist
- Chris Hadfield (1. Raumflug), Missionsspezialist ( CSA/ Kanada)

## Missionsbeschreibung
Mit der Atlantis gelangte das in Russland entwickelte und gebaute Kopplungsmodul SDM zur Raumstation Mir. Es wurde am zweiten Flugtag aus der Ladebucht gehoben und auf den Kopplungsadapter der Atlantis gesetzt. Dabei wurde ein neues Kamerasystem an der Spitze des Manipulatorarmes eingesetzt, mit dem das Zugreifen erleichtert werden soll (OSVS = Orbiter Space Vision System). Am vierten Flugtag erfolgte dann die Kopplung an die Raumstation.
Während der gemeinsamen Flugphase wurden mehrere wissenschaftliche Untersuchungen angestellt. So wurde die Stabilität des mehr als 200 Tonnen schweren Komplexes untersucht. Insbesondere galt das Interesse der NASA-Wissenschaftler den Bewegungen der Solarzellenausleger bei Triebwerkszündungen oder Lageänderungen mit Hilfe von Kreiselsystemen (Experiment PASDE = Photogrammetric Appendage Structural Dynamics Experiment). Erstmals wurde auch die Wechselwirkung der Raumstation mit den Atomen der dünnen Restatmosphäre (GLO/GPP) erforscht. In verschiedenen Teilen der Raumstation wurden Schallmessungen vorgenommen (Mir Audible Noise Measurement). Dadurch sollten besondere Schallquellen aufgespürt werden. Diese Erkenntnisse fanden Berücksichtigung beim Design der Internationalen Raumstation.
Zentrale Aufgabe der Mission war auch der Transport von Wasser, Versorgungsgütern, neuen Geräten und Experimenten zur Raumstation und der Rücktransport von Experimentalproben und kommerziell produzierten Halbleiter- und Proteinkristallen zur Erde. Insbesondere Blut-, Speichel-, Urin-, Wasser- und Luftproben wurden anschließend auf der Erde untersucht. Sie waren Ergebnis von Experimenten zur Anpassung des Körpers an die Schwerelosigkeit, zu physiologischen Veränderungen wie Muskel- oder Kalziumschwund und zu den Umweltbedingungen in der Station.
Während des Fluges wurden Aufnahmen mit einer IMAX-Filmkamera gemacht. Der 65-mm-Spezialfilm ermöglicht besonders hochauflösende Bilder. Diese wurden von der NASA nicht nur für technische Zwecke ausgewertet, sondern bezauberten in speziellen Kinos auch Millionen interessierter Zuschauer. Ebenso öffentlichkeitswirksam waren die zahlreichen Kontakte der Astronauten mit Funkamateuren weltweit. Besonders beliebt waren Gespräche mit Schülern amerikanischer Bildungseinrichtungen (Experiment SAREX).
Die Atlantis landete nach erfolgreichem Flug in Cape Canaveral (Kennedy Space Center).